# Aleksandr Galibin
Aleksandr Władimirowicz Galibin (ros. Александр Владимирович Галибин; ur. 27 września 1955 w Leningradzie) – radziecki i rosyjski aktor filmowy. Uhonorowany tytułem Zasłużonego Artysty Federacji Rosyjskiej w 1991 roku oraz Ludowego Artysty Federacji Rosyjskiej w 2006 roku.
Znany głównie z roli Mistrza z serialu Mistrz i Małgorzata oraz cara Mikołaja II z filmu Carska rodzina Romanowów (2000) Gleba Panfiłowa.

## Wybrana filmografia
- 2011: 22 minuty jako kapitan „Jamała”
- 2005: Mistrz i Małgorzata jako Mistrz
- 2004: Doktor Ragin jako Gromow
- 2000: Carska rodzina Romanowów jako car Mikołaj II Romanow
- 1985: Bataliony proszą o ogień jako senator porucznik Sierioża Kondratiew
- 1982: Nie braliśmy ślubu w cerkwi jako Siergiej Siniegub
- 1982: Księżniczka w oślej skórze
- 1981: Ten szósty jako łącznik bandy
- 1978: Knajpa na Piatnickiej jako Paszka - „Ameryka”

i inne